# Oriol de Timor
L'oriol de Timor (Oriolus melanotis) és un ocell de la família dels oriòlids (Oriolidae).

## Hàbitat i distribució
Habita els boscos de les illes de Roti, Semau i Wetar, a illes Petites de la Sonda orientals.